# Michael Czerny
Michael Czerny (Brno, 18 luglio 1946) è un cardinale, arcivescovo cattolico e gesuita canadese di origine cecoslovacca, dal 23 aprile 2022 prefetto del Dicastero per il servizio dello sviluppo umano integrale.

## Biografia
È nato nel 1946 a Brno, nell'omonima diocesi, all'epoca parte della Cecoslovacchia, oggi in Repubblica Ceca. È emigrato con la famiglia nel 1948 a Montréal, in Canada. 
Sua madre Winifred, cattolica di origine ebraica, sopravvisse alla deportazione nel campo di concentramento di Theresienstadt, mentre sua nonna Anna Löw morì ad Auschwitz.

### Formazione e ministero sacerdotale
Nel paese Nordamericano frequenta la Loyola High School.
Nel 1963, dopo il diploma, è entrato nella Compagnia di Gesù. Il 9 giugno 1973 è stato ordinato presbitero della provincia gesuitica canadese. Nel 1978 ha conseguito il dottorato in Studi Interdisciplinari presso l'Università di Chicago. Nel 1979 ha fondato a Toronto il Centro dei Gesuiti per la Fede e la Giustizia Sociale e l'ha diretto fino al 1989.

#### L'attività in America centrale
Il 16 novembre 1989 si è consumato l'assassinio di sei confratelli Gesuiti presso l'Università dell'America centrale (UCA) a San Salvador; appresa la notizia si è trasferito nel paese centroamericano per sostituirli. Qui fu prima vice-rettore dell'università e in seguito direttore dell'Istituto per i Diritti Umani della stessa. Ha collaborato attivamente con le Nazioni Unite tra il 1980 e il 1992 per la soluzione del conflitto civile che ha interessato El Salvador. È stato membro di una commissione d'inchiesta inviata dalle Nazioni Unite ad Haiti.
Dal 1992 al 2002 è stato segretario per la Giustizia sociale presso la Curia generalizia della Compagnia di Gesù. Nel 1995 ha partecipato alla XXXIV Congregazione generale della Compagnia.

#### L'attività in Africa
Nel 2002 in Africa ha fondato e diretto l'African Jesuit AIDS Network (AJAN), rete di sostegno ai gesuiti africani impegnati per la lotta contro l'AIDS. Dal 2005 ha insegnato all'Hekima College presso la Catholic University of Eastern Africa di Nairobi, collaborando con la Conferenza Episcopale del Kenya. Nel 2009 è stato nominato adiutor del Sinodo dei Vescovi per l'Africa da papa Benedetto XVI. Dal 2010 è stato consulente presso il Pontificio consiglio della giustizia e della pace.
Il 14 dicembre 2016, avendo papa Francesco ristrutturato alcuni uffici della Curia romana, facendo confluire il Pontificio consiglio Iustitia et Pax nel Dicastero per il servizio dello sviluppo umano integrale, è stato nominato, con Fabio Baggio, sottosegretario della Sezione migranti e rifugiati, che si occupa specificamente di quanto concerne i profughi e migranti; tale nomina ha avuto decorrenza a partire dal 1º gennaio 2017. Dall'ottobre 2018 è membro del Sinodo dei giovani e dal 2019 è stato segretario speciale del Sinodo per la Regione Pan-amazzonica sull'Amazzonia, dove la Rete ecclesiale Pan-amazzonica (REPAM) avrebbe avuto un ruolo importante.
Nel 2016 ha commissionato a Timothy Schmalz la creazione della scultura Angels Unawares: essa raffigura una barca che trasporta migranti e rifugiati, rappresentati con abiti che li identificano con una varietà di culture e periodi. È stata inaugurata in Piazza San Pietro in Vaticano nel 2019.

### Ministero episcopale e cardinalato
Il 1º settembre 2019, benché padre Czerny non fosse vescovo, papa Francesco ne ha annunciato la nomina a cardinale nel concistoro del 5 ottobre.
Il 23 settembre 2019 è stato eletto arcivescovo titolare (titolo personale) di Benevento di Proconsolare e il successivo 4 ottobre ha ricevuto la consacrazione nella Basilica vaticana per imposizione delle mani di papa Francesco, co-consacranti i cardinali Pietro Parolin, segretario di Stato di Sua Santità e Peter Kodwo Appiah Turkson, prefetto del Dicastero per il servizio dello sviluppo umano integrale.
Il 5 ottobre 2019 è stato creato cardinale diacono di San Michele Arcangelo, diaconia della quale ha preso possesso il 19 gennaio 2020. La sua croce pettorale è ricavata dal relitto di una barca usata dai migranti per attraversare il Mar Mediterraneo. Di notevoli dimensioni, è stata creata dall'artista italiano Domenico Pellegrino.
È stato nominato membro della Congregazione per l'Evangelizzazione dei Popoli il 21 febbraio 2020 e membro del Pontificio Consiglio per il Dialogo Inter-Religioso l'8 luglio 2020.
È stato membro della giuria del Premio Zayed per la Fratellanza Umana nel giugno 2021.
Il 23 dicembre 2021 papa Francesco lo ha nominato prefetto ad interim del Dicastero per il servizio dello sviluppo umano integrale, con decorrenza dal 1º gennaio 2022.
A marzo 2022, dopo l'invasione russa dell'Ucraina, il papa ha inviato il cardinale Michael Czerny con aiuti umanitari in Ucraina insieme all'elemosiniere apostolico, il cardinale Konrad Krajewski. Questa missione, che consisteva in diversi viaggi, fu considerata un gesto molto insolito da parte della diplomazia vaticana.
Il 23 aprile 2022 lo stesso papa lo nomina prefetto del Dicastero per il servizio dello sviluppo umano integrale. 
Il 7 e 8 maggio 2025 ha partecipato come cardinale elettore al conclave che ha portato all'elezione di papa Leone XIV.

### Araldica
Il suo stemma è composto da un campo verde che evoca l'enciclica di papa Francesco Laudato si', e un barcone carico di migranti come quelli che attraversano il mediterraneo dal Nordafrica all'Europa.

## Genealogia episcopale e successione apostolica
La genealogia episcopale è:
- Cardinale Scipione Rebiba
- Cardinale Giulio Antonio Santori
- Cardinale Girolamo Bernerio, O.P.
- Arcivescovo Galeazzo Sanvitale
- Cardinale Ludovico Ludovisi
- Cardinale Luigi Caetani
- Cardinale Ulderico Carpegna
- Cardinale Paluzzo Paluzzi Altieri degli Albertoni
- Papa Benedetto XIII
- Papa Benedetto XIV
- Papa Clemente XIII
- Cardinale Bernardino Giraud
- Cardinale Alessandro Mattei
- Cardinale Pietro Francesco Galleffi
- Cardinale Giacomo Filippo Fransoni
- Cardinale Carlo Sacconi
- Cardinale Edward Henry Howard
- Cardinale Mariano Rampolla del Tindaro
- Cardinale Antonio Vico
- Arcivescovo Filippo Cortesi
- Arcivescovo Zenobio Lorenzo Guilland
- Vescovo Anunciado Serafini
- Cardinale Antonio Quarracino
- Papa Francesco
- Cardinale Michael Czerny, S.I.

La successione apostolica è:
- Cardinale Fabio Baggio, C.S. (2025)